# Peter Šinglár
Peter Šinglár, né le 24 juillet 1979 à Prešov, est un footballeur slovaque. Il occupe actuellement le poste de défenseur au VSS Košice, club de deuxième division slovaque.

## Biographie

### Ses débuts au Steel Trans Ličartovce
Peter Šinglár commence sa carrière au 1.FC Tatran Prešov, le club de sa ville natale. En 1999, il rejoint l'équipe du Steel Trans Ličartovce, et fait ses débuts en deuxième division slovaque lors de la saison 2001-2002. À l'âge de vingt-deux ans, il devient le capitaine de l'équipe. En janvier 2002, il est prêté au ZTS Dubnica, club de première division. Il y joue régulièrement, puis retourne six mois plus tard à Ličartovce. Lors de la saison 2003-2004, Šinglár atteint la finale de la Coupe de Slovaquie, lors de laquelle le Trans Ličartovce s'incline contre l'Artmedia Petržalka deux à zéro.

### Connaît le succès au Slovan Liberec, en République tchèque
En 2004, Šinglár part en République tchèque, au Slovan Liberec. La somme du transfert s'élève à environ cent mille euros. Il fait ses débuts dans la ligue tchèque le 3 septembre contre le Chmel Blšany. Dès son arrivée, il devient le patron de la défense du Slovan et fait la course aux places européennes, malgré la pénalité de six points infligée à son équipe, impliquée dans une affaire de corruption la saison précédente. L'année suivante, il remporte le championnat, puis joue son premier match avec l'équipe de Slovaquie, contre la Bulgarie, le 15 novembre 2006.

### Passe deux ans au Wisła Cracovie
Le 30 juin 2008, Šinglár signe un contrat de trois ans avec le Wisła Cracovie. Il fait ses débuts en Pologne le 9 août, contre le Polonia Bytom. Durant deux années, il joue le titre avec son club, qui parvient à la remporter lors de la saison 2008-2009. Le 31 août 2010, il met fin à son contrat avec le Wisła.

### Retour au MFK Kosice
En septembre 2010, Šinglár signe un contrat avec son premier club professionnel, le MFK Košice, anciennement connu sous le nom de Steel Trans Ličartovce.

## Palmarès
- Finaliste de la Coupe de Slovaquie : 2004
- Champion de République tchèque : 2006
- Champion de Pologne : 2009
- Coupe de Slovaquie : 2014